# Phyllocnistis rotans
Phyllocnistis rotans là một loài bướm đêm thuộc họ Gracillariidae, known from Ecuador. Nó được miêu tả bởi E. Meyrick năm 1915.